# Unione Sportiva Milanese 1924-1925
Questa pagina raccoglie i dati riguardanti l'Unione Sportiva Milanese nelle competizioni ufficiali della stagione 1924-1925.

## Rosa
| N. |                   | Ruolo | Calciatore             |
| -- | ----------------- | ----- | ---------------------- |
|    | Italia (bandiera) | A     | Arturo Boiocchi        |
|    | Italia (bandiera) | D     | Ugo Bosi               |
|    | Italia (bandiera) | A     | Bruno Chiapparoli      |
|    | Italia (bandiera) | P     | Mario De Simoni (I)    |
|    | Italia (bandiera) | D     | Natale De Simoni (III) |
|    | Italia (bandiera) | A     | Angelo Ferrari (I)     |
|    | Italia (bandiera) | A     | Alfredo Gazzola        |
|    | Italia (bandiera) | C     | Umberto Marrè          |

| N. |                   | Ruolo | Calciatore          |
| -- | ----------------- | ----- | ------------------- |
|    | Italia (bandiera) | A     | Rodolfo Ortensi     |
|    | Italia (bandiera) | D     | Paride Pasqualetto  |
|    | Italia (bandiera) | D     | Perucchetti         |
|    | Italia (bandiera) | A     | Rinaldo Piazzalunga |
|    | Italia (bandiera) | A     | Arturo Robecchi     |
|    | Italia (bandiera) | P     | Giuseppe Rossoni    |
|    | Italia (bandiera) | A     | Giuseppe Veronesi   |